# Ivan Klasnić
Ivan Klasnić (ur. 29 stycznia 1980 w Hamburgu) – piłkarz chorwacki grający na pozycji napastnika.

## Kariera klubowa
Klasnić urodził się w Hamburgu w rodzinie chorwacko-bośniackich gastarbeiterów. Karierę zaczynał w małych okolicznych klubach takich jak Union 03 Hamburg i TSV Stellingen. Pierwszym poważnym klubem Klasnicia był FC St. Pauli, w którym to usłyszano o nim podczas meczów 2. Bundesligi. W St. Pauli Klasnić zadebiutował, mając już 18 lat (w roku 1998) i w zespole tym grał przez 4 lata, a największy sukces to poprowadzenie St. Pauli do awansu do Bundesligi w sezonie 2000/2001.
Po świetnym sezonie w St.Pauli Klasniciem zainteresowało się kilka klubów z 1.ligi. Najbardziej konkretny był Werder Brema i latem 2001 Klasnić na zasadzie wolnego transferu przeszedł do klubu z Bremy. W pierwszych 2 sezonach gry w Werderze Klasnić był rezerwowym dla takich zawodników jak Ailton, Nelson Valdez czy Angelos Charisteas. Odniósł także 2 poważne kontuzje kolana. Dopiero w sezonie 2003/2004 zaczął grać na miarę swoich możliwości i obok wspomnianego Ailtona był jednym z najlepszych graczy zespołu, który na niemieckich boiskach ustrzelił dublet – mistrzostwo Niemiec oraz Puchar Niemiec. Klasnić z 13 bramkami był po Ailtonie najlepszym strzelcem zespołu, a dołożył do tego jeszcze 11 asyst. Po sezonie przedłużył kontrakt z Werderem. Od sezonu 2004/2005 jego partnerem w ataku Werderu był Miroslav Klose. Obaj tworzyli najbardziej bramkostrzelny atak w Bundeslidze. Klasnić w lidze zdobył 10 bramek, a w edycji Ligi Mistrzów dołożył 5, z czego 3 w meczu z RSC Anderlecht. Werder odpadł w 1/8 finału z Olympique Lyon. W sezonie 2005/2006 obaj poprowadzili Werder do wicemistrzostwa Niemiec. Dość powiedzieć, że Werder w 34 meczach zdobył aż 79 bramek, z czego aż 40 było autorstwem Klasnicia (15 goli) i Klose (25 goli, król strzelców). Później Klose przeniósł się do innego klubu Bundesligi – Bayernu Monachium. W sezonie 2006/2007 zaczęły się problemy Ivana ze zdrowiem. Miał operację przeszczepu nerki, która za pierwszym razem nie powiodła się. Za drugim razem przeszczep udał się i Ivan powrócił do gry. Ivan został wypożyczony do Boltonu na sezon 2009/2010 oraz angielski klub zachował sobie prawo pierwokupu piłkarza. 4 sierpnia 2010 roku poinformowano o podpisaniu dwuletniego kontraktu wiążącego zawodnika z drużyną Boltonu. W 2012 roku przeszedł do 1. FSV Mainz 05, gdzie rozegrał 3 mecze, w których strzelił 1 bramkę. W 2013 roku zakończył karierę.
| Sezon     | Klub             | Kraj    | Rozgrywki             | Mecze | Bramki |
| --------- | ---------------- | ------- | --------------------- | ----- | ------ |
| 1997/1998 | FC St. Pauli     | Niemcy  | 2. Fußball-Bundesliga | 8     | 0      |
| 1998/1999 | FC St. Pauli     | Niemcy  | 2. Fußball-Bundesliga | 24    | 8      |
| 1999/2000 | FC St. Pauli     | Niemcy  | 2. Fußball-Bundesliga | 32    | 8      |
| 2000/2001 | FC St. Pauli     | Niemcy  | 2. Fußball-Bundesliga | 31    | 10     |
| 2001/2002 | Werder Brema     | Niemcy  | Bundesliga            | 23    | 1      |
| 2002/2003 | Werder Brema     | Niemcy  | Bundesliga            | 13    | 2      |
| 2003/2004 | Werder Brema     | Niemcy  | Bundesliga            | 29    | 13     |
| 2004/2005 | Werder Brema     | Niemcy  | Bundesliga            | 28    | 10     |
| 2005/2006 | Werder Brema     | Niemcy  | Bundesliga            | 30    | 15     |
| 2006/2007 | Werder Brema     | Niemcy  | Bundesliga            | 12    | 1      |
| 2007/2008 | Werder Brema     | Niemcy  | Bundesliga            | 16    | 7      |
| 2008/2009 | FC Nantes        | Francja | Ligue 1               | 33    | 10     |
| 2009/2010 | Bolton Wanderers | Anglia  | Premier League        | 17    | 6      |
|           |                  |         | Łącznie w Bundeslidze | 151   | 49     |

## Kariera reprezentacyjna
Klasnić z powodzeniem mógł grać w innej reprezentacji niż ta chorwacka. Grę w kadrze Niemiec proponował mu Rudi Völler, a w kadrze Bośni i Hercegowiny Blaž Slišković. W obu przypadkach Klasnić odmówił i wybrał reprezentację Chorwacji, w której zadebiutował 18 lutego 2004 roku w przegranym 1:2 meczu z Niemcami. Swoją bramkostrzelność potwierdzał także w kadrze. Przed finałami Mistrzostw Świata w Niemczech strzelił gola samej Argentynie, a Chorwaci wygrali 3:2, potem dołożył także 2 bramki w meczu z Austrią. Na mistrzostwach jednak nie było już tak dobrze. Klasnić zagrał we wszystkich 3 meczach swojej reprezentacji, ale nie wpisał się ani razu na listę strzelców, a Chorwacja rozczarowała, nie wygrała żadnego meczu i nie wyszła ze swojej grupy. Na Euro 2008 strzelił gola Polsce w 53 minucie, strzelając jedynego gola meczu.

## Nagrody
- Człowiek roku w niemieckiej piłce nożnej: 2007